# 帕特森斯普林斯 (北卡羅萊納州)
帕特森斯普林斯（英語：Patterson Springs）是一個位於美國北卡羅萊納州克里夫蘭縣的城鎮。

## 人口
根據2020年美國人口普查的數據，帕特森斯普林斯的面積為2.66平方千米，皆為陸地。當地共有人口571人，而人口密度為每平方千米215人。